# برویشکانی
برویشکانی یک روستا در ایران است که در استان کردستان واقع شده‌است. برویشکانی ۷۰ نفر جمعیت دارد.